# Taťána Kocembová
Taťána Kocembová provdaná Netoličková (* 2. května 1962, Ostrava) je bývalá československá atletka, běžkyně, jejíž hlavní disciplínou byl běh na 400 metrů.
V roce 1979 postoupila na juniorském mistrovství Evropy v Bydhošti do finále, kde skončila na osmém místě. V roce 1982 na halovém ME v Miláně doběhla na čtvrtém místě v čase 51,62. V témž roce získala bronzovou (400 m) a stříbrnou medaili (4 × 400 m) na mistrovství Evropy v Athénách.
O rok později se konalo v Helsinkách první mistrovství světa v atletice pod otevřeným nebem, kde získala stříbrnou medaili ve štafetě na 4 × 400 metrů. Kvarteto Kocembová, Matějkovičová, Moravčíková a Kratochvílová zde zaběhlo trať v čase 3:20,32. Tento čas je dodnes českým rekordem. Na témž šampionátu zaznamenala také individuální úspěch, když získala stříbro v závodě na 400 metrů. Ve finále zaběhla trať v novém osobním rekordu 48,59 a prohrála jen s Jarmilou Kratochvílovou, která byla o šedesát setin rychlejší.
V roce 1984 se stala v Göteborgu halovou mistryní Evropy. Z důvodu bojkotu se nemohla zúčastnit letních olympijských her v Los Angeles. O dva roky později skončila čtvrtá na halovém ME v Madridu a doběhla šestá na mistrovství Evropy ve Stuttgartu.
Je provdaná za bývalého fotbalového brankáře, československého reprezentanta a olympijského vítěze Jaroslava Netoličku, se kterým má syna Tomáše. Z předchozího manželství s trenérem Janem Slaninou má dvě dcery (Lucii a Janu).

## Osobní rekordy
Její halový osobní rekord na hladké čtvrtce ji řadí na třetí místo v historických tabulkách. Rychleji tuto trať v hale zaběhla jen Ruska Natalja Nazarovová a světový rekord drží Jarmila Kratochvílová.
Hala
- 200 m – (22,96 – 3. února 1984, Budapešť)
- 400 m – (49,76 – 2. února 1984, Vídeň)

Dráha
- 200 m – (22,47 – 8. července 1984, Barcelona)
- 400 m – (48,59 – 10. srpna 1983, Helsinky)

## Největší sportovní úspěchy
- 1983 Mistrovství světa v atletice, Helsinky, 2. místo
- 1983 Mistrovství světa v atletice, Helsinky, 2. místo
- 1982 Mistrovství Evropy v atletice, Athény, 3. místo
- 1982 Mistrovství Evropy v atletice, Athény, 2. místo
- 1984 Halové mistrovství Evropy v atletice, Göteborg, 1. místo